# Serafim
Serafim ist ein männlicher Vorname.
Namensträger
- Serafim Guimarães (* 1934), portugiesischer Pharmakologe
- Serafim Joantă (* 1948), Metropolit der Rumänisch-Orthodoxen Kirche für Deutschland, Zentral- und Nordeuropa
- Serafim Alexandrowitsch Saizew (1904–1978), sowjetischer Schauspieler
- Serafim von Sarow (1759–1833), russisch-orthodoxer Mönch und Mystiker, siehe Seraphim von Sarow
- Serafim Serafimowitsch Schaschkow (1841–1882), russischer Ethnograph des sibirischen Schamanismus und der Burjaten
- Serafim Shyngo-Ya-Hombo (* 1945), angolanischer römisch-katholischer Bischof von Mbanza Congo
- Serafim da Silva Neto (1917–1960), brasilianischer Romanist und Altphilologe
- Serafim de Sousa Ferreira e Silva, portugiesischer Bischof

Siehe auch 
- Seraphim
- Serafima